# Барботаж
Барботаж (от фр. barbotage — «перемешивание»), или барботирование, — это процесс пропускания газа или пара через слой жидкости.

## Описание
Газ продавливается через слой жидкости с помощью труб с мелкими отверстиями (3-6 мм), называемых барботерами, сетчатых или колпачковых тарелок абсорберов и ректификационных колонн.
При барботировании создаётся большая межфазная поверхность на границе жидкость — газ, что способствует интенсификации тепло- и массообменных процессов, а также более полному химическому взаимодействию газов с жидкостями.

## Инженерия
В области биохимической инженерии с помощью барботажа можно удалить из раствора жидкости с низкой температурой кипения.

## Применение
Очень широко применяется во многих отраслях народного хозяйства:
- водоподготовка и очистка сточных вод;
- перемешивание, подогрев или другие технологические обработки расплава или раствора для химически агрессивных сред выгоднее, чем механические перемешиватели;
- смешивание растворителя с газом;
- другие процессы абсорбции, ректификации, флотации.